# 顏俊彥
顏俊彥（？—17世紀），字開眉或開美，號雪臞，浙江嘉興府桐鄉縣人，明朝、南明政治人物。

## 生平
天啟七年（1627年），顏俊彥參加順天鄉試，中式舉人，崇禎元年（1628年）成進士，擔任廣東廣州府推官。當時市舶司官員都會在海外歸來的船隻掠奪貨物，並收受賄賂；他抵任後，拒絕舶商進獻的珠塔，遭兩廣總督熊文燦嘲諷，他回答：「不知道制府喜歡它，我還回了，不可再索取了。」令對方大怒。適逢海盜鄭芝龍在廣州出沒，熊文燦就藉機徵召他撫定；他在鄭芝龍舉辦的宴會不喝酒，又斬殺舞姬，說：「賊臣王敦也不會屈服於石勒，我奉王命而來，怎能被這些東西打動？」鄭芝龍感到羞愧，因此受撫，使熊文燦大感懊悔。
崇禎三年（1630年）他擔任廣東鄉試主考官，遭議論罷官，到十六年（1643年）復任松江推官，弘光年間與徐葆初、朱日爃、賈必選、陳文顯、蔡宸恩、文伯達、吳憲湯、姜紹書、包壯行、史延曇、胡其枝、汪挺、余長弘、沈璇卿、周必強、鄭俠如、徐弘道在工部共事，遷任營繕司主事；南京失陷後隱居在菁山，建立菩提精舍修佛學。他在廣東時搜羅百多塊端硯，隱居後悉數勒在精舍牆壁，號稱「硯室」，之後因戰亂被毀壞，端硯全部損毀，有著作流傳；弟弟顏俊豪擅長詩歌，也出家為僧。

## 引用
1. 1 2  錢海岳《南明史·卷三十一·列傳第七》：俊彥，字開美，桐鄉人。崇禎元年進士。授廣州推官，撫鄭芝龍，陳兵衛不少懾。
2. ↑  光緒《桐鄉縣志·卷十一·選舉志上》：（天啟）七年丁卯科解元會稽曹惟才……顏俊彥 保甯鄉人，順天中式，見進士。
3. ↑  光緒《桐鄉縣志·卷十五·人物志下》：顏公俊彥，字開眉，一字開美，號雪臞，崇禎戊辰進士，授廣州府推官。所司市舶往例向海外歸，必先取所居貨籍上陳，並有所饋；公始至，舶商以珠塔一座見遺，不受。是時熊文燦督兩粵，聞而欲之使人微諷公。公曰：「不知制府愛此，已還之矣，不可更取也。」文燦大怒，會巨盜鄭芝龍出沒諸島，文燦主撫，朝議令擇所屬吏往諭，文燦以前嫌檄公往。既至，芝龍所海艘數千大陳，兵衛盛氣迎入；少頃，布席出，諸姬行酒。公故不飲，竟斬姬，公笑曰：「王敦賊臣尚不屈於石尉僕，奉王命而來豈能以此相動耶？」芝龍慙謝竟就撫，文燦深悔之。
4. ↑  錢海岳《南明史·卷三十五·列傳第十一》：（弘光）時工部先後司官可紀者，為徐葆初、朱日爃、賈必選、陳文顯、蔡宸恩、文伯達、吳憲湯、姜紹書、包壯行、史延曇、顏俊彥、胡其枝、汪挺、余長弘、沈璇卿、周必強、鄭俠如、徐弘道云。……調嵩江，遷營繕主事。南京亡，隱菁山。弟俊豪，字傑士，工詩，去諸生為僧。
5. ↑  光緒《桐鄉縣志·卷十五·人物志下》：庚午，充本省同考，被論罷職。南臺建，補松江府推官，遷工部營繕司主事；鼎革後隱居菁山，築菩提精舍，勤修白業。在粵時搜得端硯百方，歸悉勒銘嵌置於壁，名曰「硯室」。兵亂，室毀硯亦不存，著作見藝文。 舊志，參《嘉禾獻徵錄》。